# فرانسیس جود کوک
فرانسیس جود کوک (انگلیسی: Francis Judd Cooke; ۲۸ دسامبر ۱۹۱۰ – ۱۸ مهٔ ۱۹۹۵) آهنگساز، رهبر ارکستر، رهبر گروه هم سرایان، مدرس موسیقی، نوازنده پیانو، نوازندهٔ ارگ و ویولنسل اهل ایالات متحده آمریکا بود. خانواده او از بنیان‌کذاران مدرسه عالی سلطنتی موسیقی هاوایی بودند.
او دانش‌آموختهٔ دانشگاه ییل و از شاگردان چارلز مارتین لفلر و در دوران دانشجویی، از اعضای محفل مخفی جمجمه و استخوان بود.
از شاگردان مشهور وی می‌توان به سارا کالدول و حلیم الضبع اشاره نمود.